# Paka, Mislinja
Paka este o localitate din comuna Mislinja, Slovenia, cu o populație de 49 de locuitori.